# Resultate der Ständeratswahlen (2015–2019)
Dieser Artikel enthält die Resultate aller für die Zusammensetzung des schweizerischen Ständerats während der 50. Legislaturperiode (Oktober 2015–Oktober 2019) massgeblichen Wahlen. Dies umfasst die zusammen mit den Nationalratswahlen vom 18. Oktober durchgeführten ordentlichen Wahlen, die Ersatzwahlen für während der Amtszeit zurückgetretene oder verstorbene Ratsmitglieder sowie die ordentlichen Erneuerungswahlen im Kanton Appenzell Innerrhoden vom 26. April 2015, an welcher der Appenzeller Ständerat für die Zeit von 2015 bis 2019 gewählt wurde.

## Wahlsystem
Ausführlicher hierzu: Ständerat – Wahlverfahren
Die schweizerische Bundesverfassung legt im Artikel 150 fest, dass die Wahl und Amtsdauer der Ständeräte in die Zuständigkeit der Kantone fällt.
Es gibt allerdings eine gewisse Vereinheitlichung. In allen Kantonen wird der Ständerat direkt durch das Volk gewählt: im Kanton Appenzell Innerrhoden an der Landsgemeinde, in allen anderen Kantonen an der Urne. Die Ständerate des Kantons Jura sowie des Kantons Neuenburg werden im Proporzverfahren (Verhältniswahlrecht) gewählt, in allen anderen Kantonen galt in der 50. Legislatur das Majorzverfahren (Mehrheitswahlrecht). Dabei gilt üblicherweise ein System mit zwei Wahlgängen: Im ersten Wahlgang muss ein Kandidat, um gewählt zu werden, das (unterschiedlich berechnete) absolute Mehr erreichen. Im zweiten Wahlgang genügt das relative Mehr: Gewählt ist, wer am meisten Stimmen erhalten hat.
In allen Kantonen ausser Appenzell Innerrhoden fanden die Ständeratswahlen für die 50. Legislaturperiode zusammen mit den Nationalratswahlen vom 18. Oktober 2015 statt. Für den Kanton Appenzell Innerrhoden werden auch die Ständeratswahlen vom 26. April 2015 angegeben. Dies deshalb, weil der dort Gewählte während der 50. Legislaturperiode im Ständerat sitzt.

## Kanton Aargau

### Ordentliche Wahl, 1. Wahlgang (18. Oktober 2015)
Quelle: Kanton Aargau
Weil im 1. Wahlgang nur Pascale Bruderer das absolute Mehr von 90'261 Stimmen erreichte, musste ein 2. Wahlgang angesetzt werden.
|  | Kandidat                  | Partei      | Stimmen | %      | Ergebnis |
|  | ------------------------- | ----------- | ------- | ------ | -------- |
|  | Pascale Bruderer (bisher) | SP          | 104'687 | 53,5 % | gewählt  |
|  | Hansjörg Knecht           | SVP         | 77'255  | 39,5 % |          |
|  | Philipp Müller            | FDP         | 71'445  | 36,5 % |          |
|  | Ruth Humbel Näf           | CVP         | 33'900  | 17,3 % |          |
|  | Irène Kälin               | Grüne       | 21'257  | 10,9 % |          |
|  | Beat Flach                | GLP         | 15'266  | 7,8 %  |          |
|  | Bernhard Guhl             | BDP         | 13'600  | 7,0 %  |          |
|  | Lilian Studer             | EVP         | 13'382  | 6,8 %  |          |
|  | Pius Lischer              | parteilos   | 2'115   | 1,1 %  |          |
|  | Samuel Schmid             | SLB         | 1'997   | 1,0 %  |          |
|  | Vereinzelte               | Vereinzelte | 6'137   | 3,1 %  |          |

### Ordentliche Wahl, 2. Wahlgang (22. November 2015)
Quelle: Kanton Aargau
Weil im 1. Wahlgang nur Pascale Bruderer das absolute Mehr erreichte, wurde für den 22. November 2015 ein 2. Wahlgang angesetzt. Dabei gilt das relative Mehr.
|  | Kandidat        | Partei    | Stimmen | %      | Ergebnis |
|  | --------------- | --------- | ------- | ------ | -------- |
|  | Philipp Müller  | FDP       | 63'174  | 40,5 % | gewählt  |
|  | Hansjörg Knecht | SVP       | 53'824  | 34,5 % |          |
|  | Ruth Humbel Näf | CVP       | 35'909  | 23,0 % |          |
|  | Pius Lischer    | parteilos | 3'204   | 2,1 %  |          |

## Kanton Appenzell Ausserrhoden(1 Sitz)

### Ordentliche Wahl (18. Oktober 2015)
Quelle: ar.ch
|  | Kandidat      | Partei      | Stimmen | %      | Ergebnis |
|  | ------------- | ----------- | ------- | ------ | -------- |
|  | Andrea Caroni | FDP         | 12'308  | 82,5 % | gewählt  |
|  | Vereinzelte   | Vereinzelte | 2'613   | 17,5 % |          |

## Kanton Appenzell Innerrhoden(1 Sitz)

### Ordentliche Wahl 2015 (26. April 2015)
An der Landsgemeinde vom 26. April 2015 wurde CVP-Ständerat Ivo Bischofberger ohne Gegenstimme wiedergewählt.
Weil an der Landsgemeinde mit offenem Handmehr abgestimmt wird, können keine genauen Stimmenzahlen angegeben werden.
|  | Kandidat                   | Partei | Ergebnis |
|  | -------------------------- | ------ | -------- |
|  | Ivo Bischofberger (bisher) | CVP    | gewählt  |

### Ordentliche Wahl 2019 (28. April 2019)
An der Landsgemeinde vom 28. April 2019 wurde Nationalrat Daniel Fässler (CVP) mit deutlichen Mehr zum neuen Ständerat gewählt. Er besiegte den von einer anonymen Gruppe empfohlenen Ex-Regierungsrat Thomas Rechsteiner. Dieser hatte eine offizielle Kandidatur abgelehnt, liess jedoch im Vorfeld verlauten, er würde eine allfällige Wahl annehmen.
Weil an der Landsgemeinde mit offenem Handmehr abgestimmt wird, können keine genauen Stimmenverhältnisse angegeben werden.
|  | Kandidat           | Partei | Ergebnis |
|  | ------------------ | ------ | -------- |
|  | Daniel Fässler     | CVP    | gewählt  |
|  | Thomas Rechsteiner | CVP    |          |

## Kanton Basel-Landschaft(1 Sitz)

### Ordentliche Wahl (18. Oktober 2015)
Quelle: Kanton Basel-Landschaft
|  | Kandidat               | Partei      | Stimmen | %      | Ergebnis |
|  | ---------------------- | ----------- | ------- | ------ | -------- |
|  | Claude Janiak (bisher) | SP          | 42'450  | 52,3 % | gewählt  |
|  | Christoph Buser        | FDP         | 31'317  | 38,6 % |          |
|  | Hans Furrer            | GLP         | 2'056   | 2,5 %  |          |
|  | Vereinzelte            | Vereinzelte | 5'293   | 6,5 %  |          |

## Kanton Basel-Stadt(1 Sitz)

### Ordentliche Wahl (18. Oktober 2015)
Quelle: Kanton Basel-Stadt
|  | Kandidat            | Partei      | Stimmen | %      | Ergebnis |
|  | ------------------- | ----------- | ------- | ------ | -------- |
|  | Anita Fetz (bisher) | SP          | 35'842  | 66,8 % | gewählt  |
|  | Julian Eicke        | JF          | 7'320   | 13,6 % |          |
|  | David Wüest-Rudin   | GLP         | 5'970   | 11,1 % |          |
|  | Eric Weber          | VA          | 3'471   | 6,5 %  |          |
|  | Vereinzelte         | Vereinzelte | 1'035   | 1,9 %  |          |

## Kanton Bern

### Ordentliche Wahl, 1. Wahlgang (18. Oktober 2015)
Quelle: Kanton Bern
Weil im 1. Wahlgang kein Kandidat das absolute Mehr von 152'860 Stimmen erreichte, musste ein 2. Wahlgang angesetzt werden.
|  | Kandidat                  | Partei    | Stimmen | %      | Ergebnis |
|  | ------------------------- | --------- | ------- | ------ | -------- |
|  | Werner Luginbühl (bisher) | BDP       | 151'069 | 42,9 % |          |
|  | Hans Stöckli (bisher)     | SP        | 144'805 | 41,1 % |          |
|  | Albert Rösti              | SVP       | 136'055 | 38,6 % |          |
|  | Christine Häsler          | Grüne     | 73'109  | 20,8 % |          |
|  | Claudine Esseiva          | FDP       | 32'615  | 9,3 %  |          |
|  | Jürg Grossen              | GLP       | 29'125  | 8,3 %  |          |
|  | Marianne Streiff-Feller   | EVP       | 23'138  | 6,6 %  |          |
|  | Jorge Ananiadis           | PPS       | 8'288   | 2,4 %  |          |
|  | Denis Simonet             | PPS       | 5'333   | 1,5 %  |          |
|  | Bruno Moser               | parteilos | 4'114   | 1,2 %  |          |
|  | Josef Rothenfluh          | parteilos | 3'786   | 1,1 %  |          |

### Ordentliche Wahl, 2. Wahlgang (15. November 2015)
Quelle: Kanton Bern
Weil im 1. Wahlgang kein Kandidat das absolute Mehr erreichte, fand am 15. November 2015 ein 2. Wahlgang statt. Dabei galt das relative Mehr.
|  | Kandidat                  | Partei    | Stimmen | %      | Ergebnis |
|  | ------------------------- | --------- | ------- | ------ | -------- |
|  | Werner Luginbühl (bisher) | BDP       | 169'903 | 81,5 % | gewählt  |
|  | Hans Stöckli (bisher)     | SP        | 159'974 | 76,7 % | gewählt  |
|  | Bruno Moser               | parteilos | 22'966  | 11,0 % |          |

## Kanton Freiburg

### Ordentliche Wahl, 1. Wahlgang (18. Oktober 2015)
Quelle: Kanton Freiburg
Weil im 1. Wahlgang kein Kandidat das absolute Mehr von 44'842 Stimmen erreichte, musste ein 2. Wahlgang angesetzt werden.
|  | Kandidat                  | Partei | Stimmen | %      | Ergebnis |
|  | ------------------------- | ------ | ------- | ------ | -------- |
|  | Christian Levrat (bisher) | SP     | 39'014  | 43,5 % |          |
|  | Beat Vonlanthen           | CVP    | 34'365  | 38,3 % |          |
|  | Jacques Bourgeois         | FDP    | 22'272  | 24,8 % |          |
|  | Emanuel Waeber            | SVP    | 20'343  | 22,7 % |          |
|  | Ralph Schmid              | GLP    | 13'998  | 15,6 % |          |
|  | Patrick Castioni          | BDP    | 1'717   | 1,9 %  |          |

### Ordentliche Wahl, 2. Wahlgang (8. November 2015)
Quelle: Kanton Freiburg
Weil im 1. Wahlgang kein Kandidat das absolute Mehr erreicht hatte, fand am 8. November 2015 ein 2. Wahlgang statt. Dabei galt das relative Mehr. Die SVP ersetzte ihre Kandidaten Emanuel Waeber durch Nationalrat Jean-François Rime.
|  | Kandidat                  | Partei | Stimmen | %      | Ergebnis |
|  | ------------------------- | ------ | ------- | ------ | -------- |
|  | Christian Levrat (bisher) | SP     | 48'680  | 56,0 % | gewählt  |
|  | Beat Vonlanthen           | CVP    | 45'122  | 51,9 % | gewählt  |
|  | Jean-François Rime        | SVP    | 27'132  | 31,2 % |          |

## Kanton Genf

### Ordentliche Wahl, 1. Wahlgang (18. Oktober 2015)
Quelle: ge.ch
Weil im 1. Wahlgang kein Kandidat das absolute Mehr von 52'745 Stimmen erreichte, musste ein 2. Wahlgang angesetzt werden.
|  | Kandidat                        | Partei | Stimmen | %      | Ergebnis |
|  | ------------------------------- | ------ | ------- | ------ | -------- |
|  | Liliane Maury Pasquier (bisher) | SP     | 37'354  | 35,4 % |          |
|  | Robert Cramer (bisher)          | Grüne  | 34'621  | 32,8 % |          |
|  | Benoît Genecand                 | FDP    | 29'981  | 28,4 % |          |
|  | Raymond Loretan                 | CVP    | 27'169  | 25,8 % |          |
|  | Yves Nidegger                   | SVP    | 21'454  | 20,3 % |          |
|  | Céline Amaudruz                 | SVP    | 20'934  | 19,8 % |          |
|  | Éric Stauffer                   | MCG    | 12'284  | 11,6 % |          |
|  | Salika Wenger                   | PdA    | 6'470   | 6,1 %  |          |
|  | Jean Batou                      | Sol    | 6'243   | 5,9 %  |          |
|  | Thierry Vidonne                 | BDP    | 2'730   | 2,6 %  |          |

### Ordentliche Wahl, 2. Wahlgang (8. November 2015)
Quelle: ge.ch
Weil im 1. Wahlgang kein Kandidat das absolute Mehr erreichte, fand am 8. November 2015 ein 2. Wahlgang statt. Dabei galt das relative Mehr.
|  | Kandidat                        | Partei | Stimmen | %      | Ergebnis |
|  | ------------------------------- | ------ | ------- | ------ | -------- |
|  | Liliane Maury Pasquier (bisher) | SP     | 42'153  | 46,6 % | gewählt  |
|  | Robert Cramer (bisher)          | Grüne  | 40'031  | 44,3 % | gewählt  |
|  | Benoît Genecand                 | FDP    | 36'183  | 40,0 % |          |
|  | Yves Nidegger                   | SVP    | 27'855  | 30,8 % |          |
|  | Éric Stauffer                   | MCG    | 16'078  | 17,8 % |          |

## Kanton Glarus

### Ordentliche Wahl (18. Oktober 2015)
Quelle: Kanton Glarus
|  | Kandidat              | Partei      | Stimmen | %      | Ergebnis |
|  | --------------------- | ----------- | ------- | ------ | -------- |
|  | Thomas Hefti (bisher) | FDP         | 8'619   | 80,9 % | gewählt  |
|  | Werner Hösli (bisher) | SVP         | 5'469   | 51,3 % | gewählt  |
|  | Hans Peter Legler     | parteilos   | 3'335   | 31,3 % |          |
|  | Jacques Marti 1       | SP          | 683     | 6,4 %  |          |
|  | Vereinzelte           | Vereinzelte | 1'201   | 11,3 % |          |

## Kanton Graubünden

### Ordentliche Wahl (18. Oktober 2015)
Quelle: Kanton Graubünden
|  | Kandidat               | Partei      | Stimmen | %      | Ergebnis |
|  | ---------------------- | ----------- | ------- | ------ | -------- |
|  | Stefan Engler (bisher) | CVP         | 39'608  | 81,2 % | gewählt  |
|  | Martin Schmid (bisher) | FDP         | 35'926  | 73,7 % | gewählt  |
|  | Vereinzelte            | Vereinzelte | 8'512   | 17,5 % |          |

## Kanton Jura

### Ordentliche Wahl (18. Oktober 2015)
Quelle: Kanton Jura
Im Kanton Jura wird der Ständerat nach Proporz (Verhältniswahlrecht) gewählt. Massgeblich ist also zuerst die Stimmenzahl der Partei und erst dann innerhalb der Partei die Stimmenzahl der einzelnen Kandidierenden.
|               | Partei                              | Stimmen | %      | Kandidat                      | Stimmen | Ergebnis |
| ------------- | ----------------------------------- | ------- | ------ | ----------------------------- | ------- | -------- |
|               | Christlichdemokratische Volkspartei | 25'736  | 45,1 % | Anne Seydoux-Christe (bisher) | 14'275  | gewählt  |
| Pierre Kohler | Christlichdemokratische Volkspartei | 25'736  | 45,1 % | 7'382                         |         |          |
|               | Sozialdemokratische Partei          | 21'561  | 37,7 % | Claude Hêche (bisher)         | 15'532  | gewählt  |
| Pierre Gilles | Sozialdemokratische Partei          | 21'561  | 37,7 % | 5'352                         |         |          |
|               | Schweizerische Volkspartei          | 7'571   | 13,3 % | Claude Gerber                 | 4'725   |          |
|               | Grüne                               | 2'256   | 4,0 %  | Jean-Marc Comment             | 1'611   |          |

## Kanton Luzern

### Ordentliche Wahl, 1. Wahlgang (18. Oktober 2015)
Quelle: wahlen.lu.ch
Weil im 1. Wahlgang kein Kandidat das absolute Mehr von 66'278 Stimmen erreichte, musste ein 2. Wahlgang angesetzt werden.
|  | Kandidat               | Partei      | Stimmen | %      | Ergebnis |
|  | ---------------------- | ----------- | ------- | ------ | -------- |
|  | Konrad Graber (bisher) | CVP         | 64'577  | 48,7 % |          |
|  | Damian Müller          | FDP         | 54'992  | 41,5 % |          |
|  | Prisca Birrer-Heimo    | SP          | 37'241  | 28,1 % |          |
|  | Yvette Estermann       | SVP         | 37'015  | 27,9 % |          |
|  | Louis Schelbert        | Grüne       | 26'073  | 19,7 % |          |
|  | Roland Fischer         | GLP         | 8'634   | 6,5 %  |          |
|  | Rudolf Schweizer       | PlCH 2      | 2823    | 2,1 %  |          |
|  | Vereinzelte            | Vereinzelte | 2491    | 1,9 %  |          |

### Ordentliche Wahl, 2. Wahlgang (15. November 2015)
|  | Kandidat               | Partei | Stimmen | %      | Ergebnis |
|  | ---------------------- | ------ | ------- | ------ | -------- |
|  | Konrad Graber (bisher) | CVP    | 66'893  | 62,8 % | gewählt  |
|  | Damian Müller          | FDP    | 51'550  | 48,4 % | gewählt  |
|  | Prisca Birrer-Heimo    | SP     | 34'330  | 32,2 % |          |
|  | Yvette Estermann       | SVP    | 27'648  | 25,9 % |          |
|  | Rudolf Schweizer       | PlCH   | 2'123   | 2,0 %  |          |

## Kanton Neuenburg

### Ordentliche Wahl (18. Oktober 2015)
Quelle: Kanton Neuenburg
Im Kanton Neuenburg wird der Ständerat nach Proporz (Verhältniswahlrecht) gewählt. Massgeblich ist also zuerst die Stimmenzahl der Partei und erst dann innerhalb der Partei die Stimmenzahl der einzelnen Kandidierenden.
|                          | Partei                              | Stimmen | %      | Kandidat                 | Stimmen | Ergebnis |
| ------------------------ | ----------------------------------- | ------- | ------ | ------------------------ | ------- | -------- |
|                          | Sozialdemokratische Partei          | 25'514  | 26,1 % | Didier Berberat (bisher) | 16'837  | gewählt  |
| Martine Docourt Ducommun | Sozialdemokratische Partei          | 25'514  | 26,1 % | 8'339                    |         |          |
|                          | FDP.Die Liberalen                   | 25'021  | 25,6 % | Raphaël Comte (bisher)   | 15'080  | gewählt  |
| Andréas Jurt             | FDP.Die Liberalen                   | 25'021  | 25,6 % | 9'107                    |         |          |
|                          | Schweizerische Volkspartei          | 18'565  | 19,0 % | Blaise Courvoisier       | 9'078   |          |
| Raymond Clottu           | Schweizerische Volkspartei          | 18'565  | 19,0 % | 8'932                    |         |          |
|                          | Partei der Arbeit                   | 13'178  | 13,5 % | Denis de la Reussille    | 9'306   |          |
| Derya Dursun             | Partei der Arbeit                   | 13'178  | 13,5 % | 3'547                    |         |          |
|                          | Grüne                               | 7'531   | 7,7 %  | Fabien Fivaz             | 4'030   |          |
| Nicole Baur              | Grüne                               | 7'531   | 7,7 %  | 3'411                    |         |          |
|                          | Christlichdemokratische Volkspartei | 3'362   | 3,4 %  | Vincent Martinez         | 1'798   |          |
| Freddy Rumo              | Christlichdemokratische Volkspartei | 3'362   | 3,4 %  | 1'491                    |         |          |
|                          | Grünliberale Partei                 | 2'451   | 2,5 %  | Mauro Maruzzi            | 1'869   |          |
|                          | Liste du vote blanc 3               | 995     | 1,0 %  | Thomas Wroblevski        | 524     |          |
| Maria-Jesus Wroblevski   | Liste du vote blanc 3               | 995     | 1,0 %  | 449                      |         |          |
|                          | Bürgerlich-Demokratische Partei     | 630     | 0,6 %  | Nicolas Jaquet           | 481     |          |
|                          | Mouvement Démocratique Cadmos       | 201     | 0,2 %  | Karim-Frédéric Marti     | 154     |          |
|                          | impossible alternative 4            | 171     | 0,2 %  | Jean-Luc Pierren         | 131     |          |

Listenverbindungen bestanden zwischen SP, Grünen und PdA, zwischen FDP, GLP, BDP und CVP sowie zwischen SVP und „impossible alternative“.

## Kanton Nidwalden(1 Sitz)

### Ordentliche Wahl (18. Oktober 2015)
Quelle: luzernerzeitung.ch
|  | Kandidat               | Partei    | Stimmen | %      | Ergebnis |
|  | ---------------------- | --------- | ------- | ------ | -------- |
|  | Hans Wicki             | FDP       | 9'249   | 54,5 % | gewählt  |
|  | Therese Rotzer-Mathyer | CVP       | 7'238   | 42,6 % |          |
|  | Josef A.R. Käslin      | parteilos | 499     | 2,9 %  |          |

## Kanton Obwalden(1 Sitz)

### Ordentliche Wahl, 1. Wahlgang (18. Oktober 2015)
Quelle: Kanton Obwalden
Weil im 1. Wahlgang kein Kandidat das absolute Mehr von 7'542 Stimmen erreichte, musste ein 2. Wahlgang angesetzt werden.
|  | Kandidat      | Partei | Stimmen | %      | Ergebnis |
|  | ------------- | ------ | ------- | ------ | -------- |
|  | Erich Ettlin  | CVP    | 6'754   | 44,8 % |          |
|  | André Windlin | FDP    | 4'306   | 28,5 % |          |
|  | Adrian Halter | SVP    | 4'023   | 26,7 % |          |

### Ordentliche Wahl, 2. Wahlgang (15. November 2015)
Quelle: Kanton Obwalden
Weil im 1. Wahlgang kein Kandidat das absolute Mehr erreicht hatte, wurde ein 2. Wahlgang am 15. November bestimmt. Adrian Halter zog seine Kandidatur für den 2. Wahlgang zurück.
|  | Kandidat      | Partei | Stimmen | %      | Ergebnis |
|  | ------------- | ------ | ------- | ------ | -------- |
|  | Erich Ettlin  | CVP    | 7'441   | 54,2 % | gewählt  |
|  | André Windlin | FDP    | 6'283   | 45,8 % |          |

## Kanton Schaffhausen

### Ordentliche Wahl (18. Oktober 2015)
Quelle: Kanton Schaffhausen
|  | Kandidat                | Partei      | Stimmen | %      | Ergebnis |
|  | ----------------------- | ----------- | ------- | ------ | -------- |
|  | Hannes Germann (bisher) | SVP         | 20'747  | 61,2 % | gewählt  |
|  | Thomas Minder (bisher)  | parteilos   | 13'733  | 40,5 % | gewählt  |
|  | Walter Vogelsanger      | SP          | 7'952   | 23,5 % |          |
|  | Reto Dubach             | FDP         | 7'731   | 22,8 % |          |
|  | Vereinzelte             | Vereinzelte |         | 7,7 %  |          |

## Kanton Schwyz

### Ordentliche Wahl (18. Oktober 2015)
Quelle: Kanton Schwyz
|  | Kandidat               | Partei      | Stimmen | %      | Ergebnis |
|  | ---------------------- | ----------- | ------- | ------ | -------- |
|  | Alex Kuprecht (bisher) | SVP         | 30'920  | 57,6 % | gewählt  |
|  | Peter Föhn (bisher)    | SVP         | 29'629  | 55,1 % | gewählt  |
|  | Bruno Beeler           | CVP         | 14'932  | 27,8 % |          |
|  | Marco Casanova         | CVP         | 11'700  | 21,8 % |          |
|  | Nathalie Henseler      | parteilos   | 7'781   | 14,5 % |          |
|  | Thomas Büeler          | JUSO        | 3'234   | 6,0 %  |          |
|  | Elias Studer           | JUSO        | 3'156   | 5,9 %  |          |
|  | Albert Knobel          | parteilos   | 2'336   | 4,3 %  |          |
|  | Vereinzelte            | Vereinzelte | 454     | 0,8 %  |          |

## Kanton Solothurn

### Ordentliche Wahl, 1. Wahlgang (18. Oktober 2015)
Quelle: Kanton Solothurn
Weil im 1. Wahlgang nur Pirmin Bischof das absolute Mehr von 44'007 Stimmen erreichte, musste ein 2. Wahlgang angesetzt werden.
|  | Kandidat                 | Partei | Stimmen | %      | Ergebnis |
|  | ------------------------ | ------ | ------- | ------ | -------- |
|  | Pirmin Bischof (bisher)  | CVP    | 50'674  | 57,5 % | gewählt  |
|  | Roberto Zanetti (bisher) | SP     | 42'421  | 48,1 % |          |
|  | Walter Wobmann           | SVP    | 29'666  | 33,7 % |          |
|  | Marianne Meister         | FDP    | 25'563  | 29,0 % |          |

### Ordentliche Wahl, 2. Wahlgang (15. November 2015)
Quelle:  Staatskanzlei WABSTI
Weil im 1. Wahlgang nur Pirmin Bischof das absolute Mehr erreichte, fand am 15. November ein 2. Wahlgang um den zweiten Sitz statt. Dabei galt das relative Mehr.
|  | Kandidat                 | Partei | Stimmen | %      | Ergebnis |
|  | ------------------------ | ------ | ------- | ------ | -------- |
|  | Roberto Zanetti (bisher) | SP     | 47'753  | 64,6 % | gewählt  |
|  | Walter Wobmann           | SVP    | 26'214  | 35,4 % |          |

## Kanton St. Gallen

### Ordentliche Wahl, 1. Wahlgang (18. Oktober 2015)
Quelle: Portal Kanton St. Gallen
Weil im 1. Wahlgang nur Karin Keller-Sutter das absolute Mehr von 76'367 Stimmen erreichte, musste ein 2. Wahlgang angesetzt werden.
|  | Kandidat                     | Partei  | Stimmen | %      | Ergebnis |
|  | ---------------------------- | ------- | ------- | ------ | -------- |
|  | Karin Keller-Sutter (bisher) | FDP     | 103'258 | 67,6 % | gewählt  |
|  | Paul Rechsteiner (bisher)    | SP      | 62'944  | 41,2 % |          |
|  | Thomas Müller                | SVP     | 50'629  | 33,1 % |          |
|  | Yvonne Gilli                 | GPS     | 19'191  | 12,6 % |          |
|  | Thomas Ammann                | CVP     | 16'821  | 11,0 % |          |
|  | Richard Ammann               | BDP     | 9'958   | 6,5 %  |          |
|  | Margrit Kessler              | GLP     | 7'627   | 5,0 %  |          |
|  | Hans Oppliger                | EVP     | 5'771   | 3,8 %  |          |
|  | Andreas Graf                 | Pf SG 5 | 4'915   | 3,2 %  |          |
|  | Vereinzelte                  |         |         |        |          |

### Ordentliche Wahl, 2. Wahlgang (15. November 2015)
Quelle: Portal Kanton St. Gallen
Weil im 1. Wahlgang nur Karin Keller-Sutter das absolute Mehr erreichte, fand am 15. November 2015 ein 2. Wahlgang um den zweiten Sitz statt. Dabei galt das relative Mehr.
|  | Kandidat                  | Partei      | Stimmen | %      | Ergebnis |
|  | ------------------------- | ----------- | ------- | ------ | -------- |
|  | Paul Rechsteiner (bisher) | SP          | 70'250  | 58,3 % | gewählt  |
|  | Thomas Müller             | SVP         | 49'662  | 41,2 % |          |
|  | Vereinzelte               | Vereinzelte | 629     | 0,5 %  |          |

### Ersatzwahl Keller-Sutter, 1. Wahlgang (10. März 2019)
Quelle: wab.sg.ch
Weil Ständerätin Keller-Sutter am 5. Dezember 2018 zur Bundesrätin gewählt wurde, musste eine Ersatzwahl stattfinden. Da kein Kandidat das absolute Mehr von 48'523 Stimmen erreichte, musste ein zweiter Wahlgang angesetzt werden.
|  | Kandidat                    | Partei      | Stimmen | %      | Ergebnis |
|  | --------------------------- | ----------- | ------- | ------ | -------- |
|  | Benedikt Würth              | CVP         | 37'613  | 38,8 % |          |
|  | Susanne Vincenz-Stauffacher | FDP         | 25'071  | 25,8 % |          |
|  | Mike Egger                  | SVP         | 18'947  | 19,5 % |          |
|  | Patrick Ziltener            | GPS         | 8'236   | 8,5 %  |          |
|  | Sarah Bösch                 | parteilos   | 2'693   | 2,8 %  |          |
|  | Andreas Graf                | Pf SG       | 2'242   | 2,3 %  |          |
|  | Alex Pfister                | parteilos   | 1'883   | 1,9 %  |          |
|  | Vereinzelte                 | Vereinzelte | 359     | 0,4 %  |          |

### Ersatzwahl Keller-Sutter, 2. Wahlgang (19. Mai 2019)
Quelle: wab.sg.ch
|  | Kandidat                    | Partei      | Stimmen | %      | Ergebnis |
|  | --------------------------- | ----------- | ------- | ------ | -------- |
|  | Benedikt Würth              | CVP         | 50'669  | 41,2 % | gewählt  |
|  | Susanne Vincenz-Stauffacher | FDP         | 36'550  | 29,7 % |          |
|  | Mike Egger                  | SVP         | 27'146  | 22,1 % |          |
|  | Andreas Graf                | Pf SG       | 8'113   | 6,6 %  |          |
|  | Vereinzelte                 | Vereinzelte | 467     | 0,4 %  |          |

## Kanton Tessin

### Ordentliche Wahl, 1. Wahlgang (18. Oktober 2015)
Quelle: Kanton Tessin
Weil im 1. Wahlgang kein Kandidat das absolute Mehr von 57'400 Stimmen erreichte, musste ein 2. Wahlgang angesetzt werden.
|  | Kandidat                  | Partei     | Stimmen | %      | Ergebnis |
|  | ------------------------- | ---------- | ------- | ------ | -------- |
|  | Filippo Lombardi (bisher) | CVP        | 43'897  | 38,2 % |          |
|  | Fabio Abate (bisher)      | FDP        | 40'504  | 35,3 % |          |
|  | Battista Ghiggia          | Lega/SVP   | 36'307  | 31,6 % |          |
|  | Roberto Malacrida         | SP         | 23'030  | 20,1 % |          |
|  | Sergio Savoia             | GPS        | 14'412  | 12,6 % |          |
|  | Germano Mattei            | MontViva 6 | 6'838   | 6,0 %  |          |
|  | Demis Fumasoli            | PC         | 4'623   | 4,0 %  |          |

### Ordentliche Wahl, 2. Wahlgang (15. November 2015)
Quelle: Kanton Tessin
Weil im 1. Wahlgang kein Kandidat das absolute Mehr erreichte, fand am 15. November 2015 ein 2. Wahlgang statt. Dabei galt das relative Mehr.
|  | Kandidat                  | Partei   | Stimmen | %      | Ergebnis |
|  | ------------------------- | -------- | ------- | ------ | -------- |
|  | Filippo Lombardi (bisher) | CVP      | 39'921  | 41,2 % | gewählt  |
|  | Fabio Abate (bisher)      | FDP      | 39'585  | 40,8 % | gewählt  |
|  | Battista Ghiggia          | Lega/SVP | 37'930  | 39,1 % |          |
|  | Roberto Malacrida         | SP       | 17'120  | 17,7 % |          |
|  | Sergio Savoia             | GPS      | 10'614  | 10'9 % |          |

## Kanton Thurgau

### Ordentliche Wahl (18. Oktober 2015)
Quelle: Kanton Thurgau
|  | Kandidat                         | Partei      | Stimmen | %      | Ergebnis |
|  | -------------------------------- | ----------- | ------- | ------ | -------- |
|  | Brigitte Häberli-Koller (bisher) | CVP         | 53'135  | 71,1 % | gewählt  |
|  | Roland Eberle (bisher)           | SVP         | 49'518  | 66,3 % | gewählt  |
|  | Klemenz Somm                     | GLP         | 26'304  | 35,2 % |          |
|  | Vereinzelte                      | Vereinzelte | 7'289   | 4,8 %  |          |

## Kanton Uri

### Ordentliche Wahl (18. Oktober 2015)
Quelle: Kanton Uri
|  | Kandidat                | Partei      | Stimmen | %      | Ergebnis |
|  | ----------------------- | ----------- | ------- | ------ | -------- |
|  | Josef Dittli            | FDP         | 10'979  | 84,6 % | gewählt  |
|  | Isidor Baumann (bisher) | CVP         | 10'782  | 83,1 % | gewählt  |
|  | Vereinzelte             | Vereinzelte | 2'222   | 17,1 % |          |

## Kanton Waadt

### Ordentliche Wahl, 1. Wahlgang (18. Oktober 2015)
Quelle: elections.vd.ch
Weil im 1. Wahlgang kein Kandidat das absolute Mehr von 88'189 Stimmen erreichte, musste ein 2. Wahlgang angesetzt werden.
|  | Kandidat                  | Partei      | Stimmen | %      | Ergebnis |
|  | ------------------------- | ----------- | ------- | ------ | -------- |
|  | Géraldine Savary (bisher) | SP          | 72'985  | 41,4 % |          |
|  | Luc Recordon (bisher)     | Grüne       | 68'339  | 38,8 % |          |
|  | Olivier Français          | FDP         | 54'439  | 30,9 % |          |
|  | Michaël Buffat            | SVP         | 32'271  | 18,3 % |          |
|  | Fabienne Despot           | SVP         | 29'737  | 16,9 % |          |
|  | Isabelle Chevalley        | glp         | 12'625  | 7,2 %  |          |
|  | Claude Béglé              | CVP         | 9'819   | 5,6 %  |          |
|  | Jacques Neirynck          | CVP         | 7'590   | 4,3 %  |          |
|  | Laurent Miéville          | glp         | 6'884   | 3,9 %  |          |
|  | Dylan Karlen              | JSVP        | 5'538   | 3,1 %  |          |
|  | Arthur Petit              | JSVP        | 4'834   | 2,7 %  |          |
|  | Jean-Michel Dolivo        | Sol         | 4'656   | 2,6 %  |          |
|  | Céline Misiego            | PdA         | 3'915   | 2,2 %  |          |
|  | Sonya Grégoire            | VB 8        | 1'451   | 0,8 %  |          |
|  | Jean-Luc Berkovits        | VB 8        | 1'279   | 0,7 %  |          |
|  | Vereinzelte               | Vereinzelte | 1'459   | 0,8 %  |          |

### Ordentliche Wahl, 2. Wahlgang (8. November 2015)
Quelle: elections.vd.ch
Weil im 1. Wahlgang kein Kandidat das absolute Mehr erreicht hatte, fand am 8. November 2015 ein 2. Wahlgang statt. Dabei galt das relative Mehr.
|  | Kandidat                  | Partei | Stimmen | %      | Ergebnis |
|  | ------------------------- | ------ | ------- | ------ | -------- |
|  | Géraldine Savary (bisher) | SP     | 81'469  | 54,0 % | gewählt  |
|  | Olivier Français          | FDP    | 78'068  | 51,7 % | gewählt  |
|  | Luc Recordon (bisher)     | Grüne  | 74'972  | 49,7 % |          |

## Kanton Wallis

### Ordentliche Wahl, 1. Wahlgang (18. Oktober 2015)
Quelle: Kanton Wallis
Weil im 1. Wahlgang kein Kandidat das absolute Mehr von 61'033 Stimmen erreichte, musste ein 2. Wahlgang angesetzt werden.
|  | Kandidat                    | Partei | Stimmen | %      | Ergebnis |
|  | --------------------------- | ------ | ------- | ------ | -------- |
|  | Jean-René Fournier (bisher) | CVP    | 45'690  | 37,4 % |          |
|  | Beat Rieder                 | CVP    | 37'100  | 30,4 % |          |
|  | Franz Ruppen                | SVP    | 29'539  | 24,2 % |          |
|  | Pierre-Alain Grichting      | FDP    | 28'357  | 23,2 % |          |
|  | Thomas Burgener             | SP     | 20'942  | 17,2 % |          |
|  | Christophe Clivaz           | Grüne  | 14'369  | 11,8 % |          |
|  | Robert Metrailler           | CSP    | 4'721   | 3,9 %  |          |

### Ordentliche Wahl, 2. Wahlgang (2. November 2015)
Quelle: Kanton Wallis
Weil im 1. Wahlgang kein Kandidat das absolute Mehr erreicht hatte, fand am 2. November 2015 ein 2. Wahlgang statt. Dabei galt das relative Mehr.
|  | Kandidat                    | Partei | Stimmen | %      | Ergebnis |
|  | --------------------------- | ------ | ------- | ------ | -------- |
|  | Jean-René Fournier (bisher) | CVP    | 50'853  | 55,1 % | gewählt  |
|  | Beat Rieder                 | CVP    | 46'286  | 50,2 % | gewählt  |
|  | Pierre-Alain Grichting      | FDP    | 44'805  | 48,5 % |          |

## Kanton Zug

### Ordentliche Wahl (18. Oktober 2015)
Quelle: Kanton Zug
|  | Kandidat              | Partei    | Stimmen | %      | Ergebnis |
|  | --------------------- | --------- | ------- | ------ | -------- |
|  | Peter Hegglin         | CVP       | 24'132  | 62,3 % | gewählt  |
|  | Joachim Eder (bisher) | FDP       | 23'620  | 61,0 % | gewählt  |
|  | Manuel Brandenberg    | SVP       | 10'997  | 28,4 % |          |
|  | Barbara Gysel         | SP        | 6'612   | 17,1 % |          |
|  | Andreas Lustenberger  | Alternat. | 5'691   | 14,7 % |          |
|  | Stefan Thöni          | PPS       | 1'709   | 4,4 %  |          |

## Kanton Zürich

### Ordentliche Wahl, 1. Wahlgang (18. Oktober 2015)
Quelle: Kanton Zürich
Weil im 1. Wahlgang nur Daniel Jositsch das absolute Mehr von 177'770 Stimmen erreichte, musste ein 2. Wahlgang angesetzt werden.
|  | Kandidat               | Partei      | Stimmen | %      | Ergebnis |
|  | ---------------------- | ----------- | ------- | ------ | -------- |
|  | Daniel Jositsch        | SP          | 182'776 | 45,2 % | gewählt  |
|  | Ruedi Noser            | FDP         | 148'558 | 36,7 % |          |
|  | Hans-Ueli Vogt         | SVP         | 123'144 | 30,5 % |          |
|  | Bastien Girod          | Grüne       | 80'737  | 20,0 % |          |
|  | Martin Bäumle          | glp         | 57'125  | 14,1 % |          |
|  | Barbara Schmid-Federer | CVP         | 34'639  | 8,6 %  |          |
|  | Maja Ingold            | EVP         | 21'603  | 5,3 %  |          |
|  | David Herzog           | PPS         | 3'096   | 0,8 %  |          |
|  | Joel von Allmen        | ecopop      | 1'350   | 0,3 %  |          |
|  | Vereinzelte            | Vereinzelte | 58'050  | 14,4 % |          |

### Ordentliche Wahl, 2. Wahlgang (22. November 2015)
Quelle: Kanton Zürich
Weil im 1. Wahlgang nur Daniel Jositsch das absolute Mehr erreichte, wurde für den 22. November 2015 ein 2. Wahlgang um den zweiten Sitz angesetzt. Dabei gilt das relative Mehr.
|  | Kandidat       | Partei      | Stimmen | %      | Ergebnis |
|  | -------------- | ----------- | ------- | ------ | -------- |
|  | Ruedi Noser    | FDP         | 150'548 | 44,6 % | gewählt  |
|  | Bastien Girod  | Grüne       | 106'946 | 31,7 % |          |
|  | Hans-Ueli Vogt | SVP         | 74'758  | 22,1 % |          |
|  | Vereinzelte    | Vereinzelte | 5'561   | 1,6 %  |          |